# Jolly Roger
Jolly Roger (eng. Veseli Roger) je naziv za tradicionalnu zastavu europskih i američkih pirata tijekom 18. stoljeća. Danas se Jolly Roger prikazuje općenito kao crna zastava s bijelom lubanjom i prekriženim kostima.

## Podrijetlo naziva
Pretpostavlja se da engleski Jolly Roger dolazi od francuskog joli rouge (lijepa crvena). Britanski admiralitet je 1694. zapovjedio svojim gusarima da na svojim brodovima osim nacionalnih, ističu i crvene zastave. Neki gusari koji su prešli u pirate nastavili su koristiti crvenu zastavu tijekom napada. Kasnije su počeli koristiti crne zastave sa zastrašujućim simbolima koji su predstavljali smrt. Prvi pirat koji je koristio zastavu s lubanjom i prekriženim kostima bio je Henry Avery i njegova zastava je bila crvena. Piratski način napada bio sljedeći: približili bi se trgovačkom brodu pod prijateljskom ili neutralnom zastavom, zatim bi ju spustili i istakli Jolly Rogera što je značilo "Predajte se bez borbe i poštedjet ćemo vas". Ako se brod ne bi predao pirati bi spustili Jolly Rogera i istakli potpuno crvenu zastavu što je značilo "Nema milosti" tj. sve će zarobljenike pobiti. Danas se smatra da je Jolly Roger uvijek ista crna zastava s lubanjom i prekriženim kostima što je pogrešno. Svaki je piratski kapetan imao svoju verziju Jolly Rogera. Neki su na zastavama imali čitave kosture dok su drugi umjesto kostiju na zastavama imali mačeve.

## Primjeri
- Zastava Crnobradog
- Zastava Emanuela Wynnea
- Zastava Edwarda Lowa
- Zastava Johna Rackhama (Calico Jacka)
- Zastava Stedea Bonneta
- Zastava Thomasa Tewa
- Zastava Christophera Moodyja
- Zastava Christophera Condenta
- Zastava Edwarda Englanda
- Zastava Henryja Averyja
- Prva zastava Bartholomewa Robertsa
- Druga zastava Bartholomewa Robertsa
- Zastava Waltera Kennedyja
- Zastava Johna Quelcha
- Zastava Richarda Worleya